# Doubs (departement)
 For alternative betydninger, se Doubs. (Se også artikler, som begynder med Doubs)
Doubs ( fransk udtale ?) er et fransk departement i regionen Bourgogne-Franche-Comté. Hovedbyen er Besançon, og departementet har 545.209 indbyggere (2020).
Der er 3 arrondissementer, 19 kantoner og 578 kommuner i Doubs.
- Wikimedia Commons har flere filer relateret til Doubs (departement)

47°10′N 6°25′Ø / 47.17°N 6.42°Ø